# Holt (Missouri)
Holt – miasto w Stanach Zjednoczonych, w stanie Missouri, w hrabstwie Clay.